# De Haan Hettema

De Haan Hettema (ook: Van Albada Hettema, Van Albada de Haan Hettema en: Vanalbada de Haan Hettema) is een uit Friesland afkomstig geslacht waarvan leden sinds 1815 behoren tot de Nederlandse adel en later ook tot de Belgische adel gingen behoren.

## Geschiedenis
De stamreeks begint met Hans Tijsz, boer te Exmorra die een huis kocht op Rijtseterp onder Tjerkwerd in 1609. Een nazaat, Montanus (de Haan) Hettema (1796-1873), werd bij Koninklijk Besluit van 28 maart 1815 erkend als edele van Friesland waarmee hij en zijn nageslacht tot de Nederlandse adel gingen behoren met het predicaat jonkheer/jonkvrouw.
In de negentiende en twintigste eeuw vestigden leden zich in België die werden opgenomen in de Belgische adel. In de twintigste eeuw vestigden zich ook leden in Argentinië.

## Enkele telgen
Hans Monses Hettema (1761-1823), lid Eerste Kamer der Bataafse Republiek (1798-1801), adjunct-maire van Bolsward (1811)
- Jhr. mr. Montanus (de Haan) Hettema (1796-1873), lid provinciale staten van Friesland, rechter
  - Jhr. Henricus Johannes Georgius van Albada de Haan Hettema (1824-1908)
    - Jhr. Montanus van Albada de Haan Hettema (1853-1918), stamvader van de Argentijnse tak
      - Jhr. Nicolaas Matthias Montanus van Albada de Haan Hettema (1876-1959), vestigde zich in Brussel
        - Jhr. Henri Vanalbada de Haan Hettema (1907-2000), beeldhouwer

    - Jhr. Henri Adriaan Vanalbada de Haan Hettema (1854-1943), grondeigenaar, stamvader van de oudste Belgische tak
    - Jhr. Hans Montanus Melchiades Vanalbada de Haan Hettema (1856-1931), bouwmaterialenhandelaar, stamvader van de jongste Belgische tak